# Матриця досяжності
Матриця досяжності орієнтованого графу G=(V, E) — бінарна матриця замикання (математика) по транзитивності відношення E (воно задається матрицею суміжності графу). Таким чином, в матриці досяжності зберігається інформація про існування шляхів між вершинами орієнтованого графу.